# Virtuózok (második évad)
A Virtuózok című televíziós komolyzenei tehetségkutató második évada 2016. április 15-én vette kezdetét a Dunán.
A második szériát is Varga Edit és Bősze Ádám vezeti, akárcsak az első évadban. A zsűritagok Miklósa Erika, Batta András, Kesselyák Gergely, Némethy Attila és Szenthelyi Miklós lettek ismételten. A 2016-os Virtuózokra február 29-ig közel kétezren jelentkeztek, nemcsak Magyarországról, hanem Európa számos más országából is. A fővédnökségét Herczegh Anita, Áder János köztársasági elnök felesége vállalta el.

## Változások az évadban
Az első évadban megismert Virtuózok műsort népszerűsítő kamiont egy busz váltotta fel.

### Nyeremények
A finálégyőztes havi egymillió forintján túl a korosztálygyőztesek is havi félmillió forintot kapnak egy éven át Erste Bank visa bankkártyán.
A két korcsoport első helyezett ezúttal a londoni Connaught Hallban és a Berlini Filharmonikusok koncerttermében, a Digital Concert Hallban, a finálé nyertese pedig a New York-i Carnegie Hallban léphet színpadra az Armel Operaverseny és Fesztivál jóvoltából.
A Nagyok kategóriájának versenyzője, Jakab Roland Attila hegedűs nyerte el a jogot, hogy képviselje Magyarországot a 2016-os Fiatal Zenészek Eurovízióján, Kölnben.

### Korcsoportok
A korhatárok kevés változáson mentek át. Aki a 12. életévét 2016-ban tölti be az I. ("kicsik") korcsoportba sorolható, aki a 13. életévét a II. ("tinik"), míg a 18 évét betöltő már a III. ("nagyok") korcsoportba került, de ez utóbbiba már csak 23 éves korig jelentkezhettek a fiatalok (énekeseknél maradt a felső korhatár 28 év).

## Készítők
2016-ban a műsor gyártója a Classic Talents Hungary Kft. és az MTVA.

### A zsűri és a műsorvezetők
A zsűri:
- Miklósa Erika
- Batta András
- Kesselyák Gergely
- Némethy Attila
- Szenthelyi Miklós

A műsorvezetők:
- Varga Edit
- Bősze Ádám

### További alkotók
- Peller Mariann a műsorformátum kitalálója és Dr. Vadász Dániel – licenctulajdonosok
Sánta György – executive producer[4]
- Medvegy Anikó – a Virtuózok főszerkesztője[6]
- Kázsmér Kálmán – vezető rendező[4]
- Lukács Gabriella – rendező[4]
- Farkas Csaba – vezető operatőr[4]
- Csulak István – colorist[4][m 1]
- Ajkay Krisztina, Medvedt Yvette – felelős szerkesztők[4]
- Cseh Anetta – adásszerkesztő[4]
- Magyar Margit – zeneiskolai tanácsadó[4]
- Echhardt Gábor, Járdányi Zsófia, Kertesi Ingrid, Kohán István, Romos Zsolt, Szilvágyi Sándor – előválogató tanárok[4]
- Varga Andrea – casting vezető[4]
- Balogh Sándor – zenei vezető[4]
- Arató Ágnes, Gábor József, Szenthelyi Judit – zongorakísérők[4]
- Varga Péter – díszletépítész[4]
- Ráczné Bíró Zsuzsa – berendező[4]
- Varró Angelika – vezető vágó[4]
- Martinecz Andrea  – stylist[4]
- Papp Gábor – fővilágosító[4]
- Illényi Péter – zenei rendező[4]
- Csiszár Jenő – produkciós vezető[4]

## Műsorok felvételről

### Elődöntők

#### „Tinik”
A műsor első elődöntőjében a tinik korcsoportja (13–17 éves korosztály) mutatkozott be, akik közül a középdöntőbe jutott:
- Bácsy-Schwartz Zoltán, hegedű(17 évesen) (Miklósa Erika szobrát kapta)
- Kökény Tamás, nagybőgő(16 évesen)
- Jónás Dániel, klarinét(16 évesen)
- Petres Lajos Tamás, zongora(14 évesen)
- Li Canqi, zongora(14 évesen) (Kesselyák Gergely szobrát kapta)
- Kiss Benedek Máté, furulya(13 évesen)
- Székely Anna Lilia, hegedű(13 évesen)
- Wendler Enikő, fuvola(16 évesen) (Némethy Attila szobrát kapta)
- Oláh Ernő, hegedű(14 évesen) (Batta András szobrát kapta)

Szenthelyi Miklós a Virtuózok történetében először megtartotta a szobrot.

#### „Kicsik”
A műsor második elődöntőjében a kicsik korcsoportja (6–12 éves korosztály) mutatkozott be, akik közül a középdöntőbe jutott:
- Abouzahra Mariam, hegedű(7 évesen) (Szenthelyi Miklós szobrát kapta)
- Abouzahra Amira, hegedű(10 évesen) (Miklósa Erika szobrát kapta)
- Holozsai Eszter, fuvola(12 évesen) (Batta András szobrát kapta)
- Mohai Viola, oboa(12 évesen)
- Nagy Krisztina, zongora(9 évesen)
- Veér Lili, hegedű(8 évesen)
- Kelemen Gáspár György, hegedű(8 évesen)
- Patkós Mariann, hárfa(11 évesen)
- Patkós Maja, hárfa(9 évesen) (Némethy Attila szobrát kapta)

A műsorban az Abouzahra testvéreket édesanyjuk, Emődy Nóra zongoraművész kísérte. Kesselyák Gergely megtartotta a szobrát.

#### „Nagyok”
A műsor harmadik elődöntőjében a nagyok korcsoportja (18–23, énekeseknél 28 éves korosztály) mutatkozott be, akik közül a középdöntőbe jutott:
- Bánkövi Bence Balázs, gordonka 19 évesen (Miklósa Erika szobrát kapta)
- Váradi László, zongora 20 évesen (Batta András szobrát kapta)
- Jakab Roland Attila, hegedű 18 évesen (Kesselyák Gergely szobrát kapta)
- Tóth Máté, klarinét 21 évesen (Szenthelyi Miklós szobrát kapta)
- Sárközi Xénia, ének 24 évesen
- Váradi Gyula, hegedű 19 évesen (Némethy Attila szobrát kapta)
- Boateng Kármen Stephany, zongora 18 évesen
- Nagy Zsófia, ének 23 évesen
- Mészáros Levente, ének 21 évesen

Váradi Gyula produkcióját barátja és zenésztársa, az előző széria egyik középdöntősé, Szűts Apor kísérte zongorán.

## Élő műsorok

### Finálé
A műsor fináléja 2016. június 3-án került képernyőre. Melynek győztese Kökény Tamás lett, második helyezettje Holozsai Eszter, a harmadik helyezett Váradi Gyula lett.

## Nézettség
Az évad első adása a 15. heti nézettségi adatok alapján a magyarországi televíziós műsorok között összességében a 28., következő adása a 26. helyet érte el.